# Adelaide di Schaumburg-Lippe
Adelaide di Schaumburg-Lippe (Bückeburg, 9 marzo 1821 – Itzehoe, 30 luglio 1899) fu una principessa di Schaumburg-Lippe e duchessa consorte di Schleswig-Holstein-Sonderburg-Glücksburg.

## Famiglia d'origine
Era figlia di Giorgio Guglielmo, prima conte e poi dal 1806 principe di Schaumburg-Lippe, e di Ida di Waldeck e Pyrmont.

## Matrimonio
A vent'anni venne data in sposa a Federico di Schleswig-Holstein-Sonderburg-Glücksburg, secondo figlio maschio del duca Federico Guglielmo di Schleswig-Holstein-Sonderburg-Glücksburg. Il matrimonio venne celebrato a Bückeburg il 16 ottobre 1841.
Alla morte di suo cognato Cristiano, divenne duchessa consorte di Schleswig-Holstein-Glücksburg, titolo che mantenne fino al 1848.
Adelaide diede alla luce cinque figli, tra cui l'erede al ducato:
- Principessa Maria Carolina Augusta Ida Luisa di Schleswig-Holstein-Sonderburg-Glücksburg (Kiel, 27 febbraio 1844-Rotenburg, 16 settembre 1932), che sposò il principe Guglielmo d'Assia-Philippsthal-Barchfeld;
- Federico Ferdinando Giorgio Cristiano Carlo Guglielmo, Duca di Schleswig-Holstein (Kiel, 12 ottobre 1855 - Luisenlund, 21 gennaio 1934), che sposò la cugina Carolina Matilde di Schleswig-Holstein-Sonderburg-Augustenburg;
- Principessa Luisa Carolina Giuliana di Schleswig-Holstein-Sonderburg-Glücksburg (Kiel, 6 gennaio 1858-Marburgo, 2 luglio 1936), che sposò il principe Giorgio Vittorio di Waldeck e Pyrmont;
- Principessa Maria Guglielmina Luisa Ida Federica Matilde Erminia di Schleswig-Holstein-Sonderburg-Glücksburg (Grünholz, 31 agosto 1859-Itzehoe, 26 giugno 1941), badessa a Itzehoe;
- Principe Alberto Cristiano Adolfo Carlo Eugenio di Schleswig-Holstein-Sonderburg-Glücksburg (Kiel, 15 marzo 1863-Glücksburg, 23 aprile 1948).

Rimase vedova nel 1885; il Ducato venne ereditato dal figlio Federico Ferdinando.

## Ascendenza
|                                       |                                             |                                                      | Genitori                                  |  |  | Nonni |  |  | Bisnonni                              |  |  | Trisnonni                              |  |
|                                       |                                             |                                                      |                                           |  |  |       |  |  | Federico Ernesto di Lippe-Alverdissen |  |  | Filippo Ernesto I di Lippe-Alverdissen |  |
|                                       |                                             |                                                      |                                           |  |  |       |  |  | Federico Ernesto di Lippe-Alverdissen |  |  | Filippo Ernesto I di Lippe-Alverdissen |  |
|                                       |                                             | Dorotea Amalia di Schleswig-Holstein-Sonderburg-Beck |                                           |  |  |       |  |  | Federico Ernesto di Lippe-Alverdissen |  |  |                                        |  |
| Filippo II di Schaumburg-Lippe        |                                             |                                                      |                                           |  |  |       |  |  | Federico Ernesto di Lippe-Alverdissen |  |  |                                        |  |
|                                       |                                             | Elisabetta Filippina di Friesenhausen                | …                                         |  |  |       |  |  |                                       |  |  |                                        |  |
|                                       |                                             | Elisabetta Filippina di Friesenhausen                | …                                         |  |  |       |  |  |                                       |  |  |                                        |  |
|                                       |                                             | Elisabetta Filippina di Friesenhausen                | …                                         |  |  |       |  |  |                                       |  |  |                                        |  |
| Giorgio Guglielmo di Schaumburg-Lippe |                                             | Elisabetta Filippina di Friesenhausen                |                                           |  |  |       |  |  |                                       |  |  |                                        |  |
|                                       |                                             | Guglielmo d'Assia-Philippsthal                       | Carlo I d'Assia-Philippsthal              |  |  |       |  |  |                                       |  |  |                                        |  |
|                                       |                                             | Guglielmo d'Assia-Philippsthal                       | Carlo I d'Assia-Philippsthal              |  |  |       |  |  |                                       |  |  |                                        |  |
|                                       |                                             | Guglielmo d'Assia-Philippsthal                       | Caterina Cristina di Sassonia-Eisenach    |  |  |       |  |  |                                       |  |  |                                        |  |
| Giuliana d'Assia-Philippsthal         |                                             | Guglielmo d'Assia-Philippsthal                       |                                           |  |  |       |  |  |                                       |  |  |                                        |  |
|                                       |                                             | Ulrica Eleonora d'Assia-Philippsthal-Barchfeld       | Guglielmo d'Assia-Philippsthal-Barchfeld  |  |  |       |  |  |                                       |  |  |                                        |  |
|                                       |                                             | Ulrica Eleonora d'Assia-Philippsthal-Barchfeld       | Guglielmo d'Assia-Philippsthal-Barchfeld  |  |  |       |  |  |                                       |  |  |                                        |  |
|                                       |                                             | Ulrica Eleonora d'Assia-Philippsthal-Barchfeld       | Carlotta Guglielmina di Anhalt-Zeitz-Hoym |  |  |       |  |  |                                       |  |  |                                        |  |
| Adelaide di Schaumburg-Lippe          |                                             | Ulrica Eleonora d'Assia-Philippsthal-Barchfeld       |                                           |  |  |       |  |  |                                       |  |  |                                        |  |
|                                       | Carlo Augusto Federico di Waldeck e Pyrmont | Federico Antonio Ulrico di Waldeck e Pyrmont         |                                           |  |  |       |  |  |                                       |  |  |                                        |  |
|                                       | Carlo Augusto Federico di Waldeck e Pyrmont | Federico Antonio Ulrico di Waldeck e Pyrmont         |                                           |  |  |       |  |  |                                       |  |  |                                        |  |
|                                       | Carlo Augusto Federico di Waldeck e Pyrmont | Luisa di Birkenfeld-Bischweiler                      |                                           |  |  |       |  |  |                                       |  |  |                                        |  |
| Giorgio I di Waldeck e Pyrmont        | Carlo Augusto Federico di Waldeck e Pyrmont |                                                      |                                           |  |  |       |  |  |                                       |  |  |                                        |  |
|                                       |                                             | Cristiana Enrichetta del Palatinato-Zweibrücken      | Cristiano III del Palatinato-Zweibrücken  |  |  |       |  |  |                                       |  |  |                                        |  |
|                                       |                                             | Cristiana Enrichetta del Palatinato-Zweibrücken      | Cristiano III del Palatinato-Zweibrücken  |  |  |       |  |  |                                       |  |  |                                        |  |
|                                       |                                             | Cristiana Enrichetta del Palatinato-Zweibrücken      | Carolina di Nassau-Saarbrücken            |  |  |       |  |  |                                       |  |  |                                        |  |
| Ida di Waldeck e Pyrmont              |                                             | Cristiana Enrichetta del Palatinato-Zweibrücken      |                                           |  |  |       |  |  |                                       |  |  |                                        |  |
|                                       |                                             | Cristiano Günther III di Schwarzburg-Sondershausen   | Augusto I di Schwarzburg-Sondershausen    |  |  |       |  |  |                                       |  |  |                                        |  |
|                                       |                                             | Cristiano Günther III di Schwarzburg-Sondershausen   | Augusto I di Schwarzburg-Sondershausen    |  |  |       |  |  |                                       |  |  |                                        |  |
|                                       |                                             | Cristiano Günther III di Schwarzburg-Sondershausen   | Carlotta Sofia di Anhalt-Bernburg         |  |  |       |  |  |                                       |  |  |                                        |  |
| Augusta di Schwarzburg-Sondershausen  |                                             | Cristiano Günther III di Schwarzburg-Sondershausen   |                                           |  |  |       |  |  |                                       |  |  |                                        |  |
|                                       |                                             | Carlotta Guglielmina di Anhalt-Bernburg              | Vittorio Federico di Anhalt-Bernburg      |  |  |       |  |  |                                       |  |  |                                        |  |
|                                       |                                             | Carlotta Guglielmina di Anhalt-Bernburg              | Vittorio Federico di Anhalt-Bernburg      |  |  |       |  |  |                                       |  |  |                                        |  |
|                                       |                                             | Carlotta Guglielmina di Anhalt-Bernburg              | Albertina di Brandeburgo-Schwedt          |  |  |       |  |  |                                       |  |  |                                        |  |
|                                       |                                             | Carlotta Guglielmina di Anhalt-Bernburg              |                                           |  |  |       |  |  |                                       |  |  |                                        |  |